# Claudia Fragapane
Claudia Fragapane (Bristol, 24 ottobre 1997) è una ginnasta britannica.
Agli europei del 2014 vince l'argento con la squadra.
Nello stesso anno vince quattro medaglie d'oro ai Giochi del Commonwealth, tra cui un oro nell'individuale generale.
Nel 2015 diventa vice-campionessa europea al corpo libero.
È la prima ginnasta britannica a presentare il difficile Chusovitina (un doppio salto teso con un avvitamento).
Eccelle al volteggio ed al corpo libero.

## Biografia
Figlia di genitori di origine italiana, è nata e cresciuta nel Sud Ovest dell'Inghilterra.

### Carriera juniores
La Fragapane ha fatto il suo debutto nazionale ai campionati d'Inghilterra juniores del 2011, dove ha ottenuto il 4º posto a volteggio e corpo libero, 5º nell'all-around, e 6º alla trave.
Ai campionati britannici vince il bronzo juniores al volteggio e si piazza al 6º posto al corpo libero e 8º nell'all-around.
Partecipa ai Giochi del Commonwealth giovanili sull'Isola di Man dove, con i colori dell'Inghilterra, vince le medaglie d'oro di squadra e all-around; vince poi un argento individuale ai giochi studenteschi del Regno Unito.
Il debutto internazionale con la nazionale britannica è al Coupe Avenir in Francia nel 2012, dove vince gli ori di squadra e al volteggio e i bronzi individuale e alle parallele. Ai campionati britannici vince l'argento juniores al volteggio, ottiene il 4º posto alla trave e il quinto al corpo libero e nell'all-around.

### 2013
Nel 2013 gli infortuni la tengono lontana dalle competizioni per la maggior parte del suo primo anno da senior, facendole saltare i campionati nazionale britannico e d'Inghilterra.
Viene convocata con la nazionale all'Elite Gym Massilia di Marsiglia a novembre: la squadra, composta anche da Elissa Downie, Kelly Simm e Rebecca Downie, ottiene il 3º posto; la Fragapane ottiene il 6º posto nella classifica individuale e si qualifica per la finale al corpo libero con il 2º piazzamento, che conclude al 5º posto.
A dicembre 2013 partecipa alla Gymnasiade di Brasilia, con Georgina Hockenhull, Ellie Downie, Rhyannon Jones e Charlie Fellows; la squadra vince la medaglia di bronzo e la Fragapane si piazza al 5º posto a volteggio e corpo libero, 6º alla trave e 7º a parallele e all-around.

### 2014
A marzo 2014 partecipa ai campionati d'Inghilterra: vince il titolo nazionale al volteggio, il bronzo individuale, e ottiene il 4º posto a parallele e corpo libero.
Ai campionati britannici diventa la prima ginnasta del paese a realizzare un salto doppio teso con avvitamento al corpo libero, ma chiude la performance al 5º posto per essere uscita dalla pedana due volte; vince l'argento al volteggio, e il bronzo individuale e a parallele.
A maggio 2014 partecipa agli Europei di Sofia 2014, qualificandosi per le finali a volteggio e a corpo libero. Nella finale a squadre, la Gran Bretagna vince la medaglia d'argento; al corpo libero la Fragapane ottiene il punteggio più alto della competizione (14,766); inoltre gareggia anche al volteggio (14,500).
Partecipa alla finale al volteggio, classificandosi al 6º posto (14,333), e a quella al corpo libero, che termina in ultima posizione (14,133).
A giugno 2014 viene convocata per partecipare ai XX Giochi del Commonwealth di Glasgow con la nazionale inglese, insieme a Rebecca Downie, Kelly Simm, Hannah Whelan, Ruby Harrold: la squadra vince la medaglia d'oro, e la Fragapane ottiene 14,733 al corpo libero e 14,033 alla trave. I giorni seguenti vince il concorso individuale, la finale al volteggio e al corpo libero.
Ad ottobre, prende parte ai Campionati del mondo di Nanning, dove aiuta la squadra britannica a qualificarsi al quarto posto per la finale a squadre. Individualmente, si qualifica al tredicesimo posto per la finale all around, al sesto al corpo libero e al settimo al volteggio.
Durante la finale a squadre, aiuta la Gran Bretagna a concludere la gara al sesto posto. Nella finale all around si classifica al decimo posto con un punteggio di 56,098. Durante la finale al volteggio ottiene un punteggio di 14,716 concludendo la gara al quinto posto, mentre al corpo libero commette una caduta e termina la gara all'ottavo posto.

### 2015

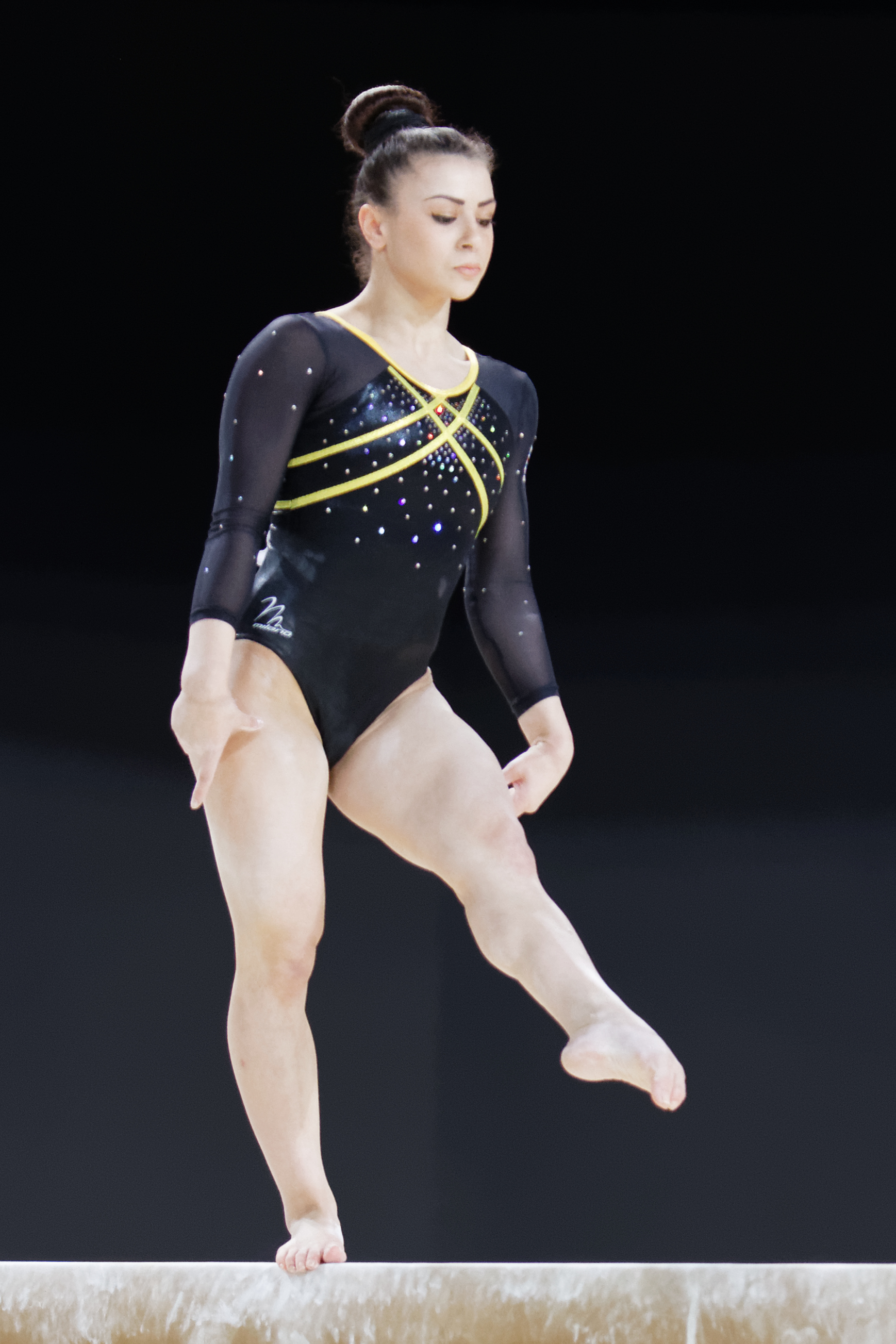
Claudia Fragapane sulla trave nel 2015

Nel 2015 prende parte all'American Cup ad Arlington, in Texas, dove però commette numerosi errori che la portano a concludere la gara al nono posto.
Ai Campionati europei tenutisi a Montpellier si classifica sesta nella finale all around, sesta al volteggio, quarta alla trave e seconda al corpo libero.
A ottobre, viene convocata a far parte della squadra britannica per i Campionati del mondo di Glasgow, durante i quali la Gran Bretagna vince una storica medaglia di bronzo.
Fragapane si qualifica anche per la finale al corpo libero dove però non va oltre il settimo posto.

### 2016
Nel marzo 2016 Fragapane vince 4 medaglie d'oro ai campionati nazionali inglesi. A luglio viene conovocata per far parte della squadra britannica alle Olimpiadi di Rio, insieme a Amy Tinkler, Becky Downie, Ellie Downie e Ruby Harrold.
Alle Olimpiadi, Fragapane cade alle parallele e alla trave durante le qualifiche, non riuscendo così a qualificarsi per la finale all around. Durante la finale a squadre contribuisce al quinto posto della squadra britannica.

### 2017
Ai Campionati europei di Cluj-Napoca si qualifica per le finali alla trave e al copro libero, concludendole rispettivamente all'ottavo e settimo posto.
Ai Campionati mondiali di Montreal si qualifica per la finale al corpo libero, vincendo poi la medaglia di bronzo durante la finale.

### 2018
Nel 2018 subisce un infortunio al tendine d'Achille, che la costringe a rinunciare alle competizioni di quell'anno.

### 2019
Prende parte ai Campionati nazionali, dove si classifica quarta alle parallele e seconda al corpo libero.
Viene poi convocata per i Campionati europei, dove si classifica prima per la finale al corpo libero, terminando però la gara in quinta posizione.